# آکیبا گرز
آکیبا گرز (アキバ系彼女 Akiba Kei Kanojo) یک رمان تصویری است که توسط شرکت بازی‌سازی ژاپنی جِی‌جی؟ ساخته شده است. یک مجموعه اووی‌ای ۳ قسمتی نیز بر پایه این رمان و به کارگردانی شیگه‌نوری آوایی توسط استودیوی میلکی دستمایه اقتباس قرار گرفت. اولین قسمت اووی‌ای در ۲۵ ژوئن، ۲۰۰۴ به‌طور همزمان بر روی سیستم ویدئوی خانگی و دی‌وی‌دی منتشر شد. دومین قسمت در ۲۵ سپتامبر ۲۰۰۴، و سومین قسمت نیز در ۲۵ ژوئیه ۲۰۰۶ عرضه شد.

## داستان
شیندو نیکیتا رازی دارد که برای مدت طولانی پنهان کرده است، او عاشق هنتای و بازی‌های اروگه است. او وارد «باشگاه تحقیقاتی مسائل پیش پا افتادهٔ جایگزین» می‌شود که اولین تجربهٔ جنسی او در آنجا اتفاق می‌افتد. با این وجود، نیکیتا متوجه می‌شود که هر دو خواهر خوانده‌هایش عاشق او هستند و او باید انتخاب کند که واقعاً کدام یک از آن‌ها را دوست دارد. شیندو نیکیتا دنیای پویانمایی را بیش از هر چیزی دوست دارد؛ و تمام زندگی خود را وقف آن می‌کند. او تا روزی که رن آئویی را ندیده بود، هرگز عاشق یک دختر واقعی نشده بود.
در ادامه ما با مرد جوان نیکیتا شیندو آشنا می‌شویم که در حال عبور از آکیهابارا است، جایی که او تمام بازی‌های بی‌شوجو خود را از آنجا تهیه کرده، و در اتاقش به تنهایی و در تاریکی بازی می‌کند. نیکیتا با مخفی نگه داشتن آن‌ها از خواهرش که چند ماه پیش پس از مرگ والدینشان به آنجا نقل مکان کرد، دوست دارد شخصیت‌ها را که با یکدیگر رابطه جنسی دارند بازی کند و تا جای ممکن آن‌ها را دستکاری کند.